# Canvas (minialbum)
Canvas – piąty minialbum południowokoreańskiej grupy NU’EST, wydany 29 sierpnia 2016 roku przez Pledis Entertainment. Płytę promował główny singel „Love Paint (Every Afternoon)”. Album sprzedał się w liczbie 26 101 egzemplarzy (stan na wrzesień 2017 roku).

## Lista utworów
| CD | CD                                            | CD                                    | CD                           | CD                           | CD      |
| Nr | Tytuł utworu                                  | Tekst                                 | Kompozycja                   | Aranżacja                    | Długość |
| -- | --------------------------------------------- | ------------------------------------- | ---------------------------- | ---------------------------- | ------- |
| 1. | „Daybreak” (wyk. Minhyun & JR)                | Minhyun, JR, Kiggen                   | Kiggen, Choi Jin-kyung       | Kiggen, Choi Jin-kyung       | 3:41    |
| 2. | „R.L.T.L (Real Love True Love) (One Morning)” | Baekho, Minhyun, JR, Bumzu            | Bumzu, Park Gi-tae           | Park Gi-tae, Bumzu           | 3:17    |
| 3. | „Love Paint (Every Afternoon)”                | Baekho, Minhyun, JR, Ren, Aron, Bumzu | Bumzu, Royal Dive            | Royal Dive 220               | 3:05    |
| 4. | „Thank You (Evening by Evening)”              | Minhyun, Bumzu, Cho Ja-young          | Minhyun, Bumzu, Cho Ja-young | Minhyun, Bumzu, Cho Ja-young | 3:05    |
| 5. | „Look (A Starlight Night)”                    | Baekho, Minhyun, JR, Bumzu            | Bumzu, Royal Dive            | Royal Dive 220               | 4:00    |

## Notowania
| Lista                   | Najwyższa pozycja |
| ----------------------- | ----------------- |
| Gaon Weekly Album Chart | 3                 |
| Five Music (Tajwan)     | 17                |
| Billboard World Albums  | 12                |